# Music for Speeding
Music for Speeding è un album del chitarrista Marty Friedman, pubblicato nel 2003. Disco dal suono molto variegato, presenta forte contaminazioni con il J-pop e l'elettronica. Si tratta di un disco dai tratti prettamente sperimentali e privo di virtuosismi. A differenza di Scenes e Introduction, questo album è caratterizzato da sonorità più incisive. Da notare la presenza di Jimmy O'Shea, bassista che militò in passato con Friedman nei Cacophony.

## Tracce
1. "Gimme A Dose"
2. "Fuel Injection Stingray"
3. "Ripped"
4. "It's The Unreal Thing"
5. "Cheer Girl Rampage"
6. "Lust For Life"
7. "Lovesorrow"
8. "Nastymachine"
9. "Catfight"
10. "Corazon De Santiago"
11. "0-7-2"
12. "Salt in The Wound"
13. "Novocaine Kiss"

## Crediti
- Marty Friedman - chitarre e shamisen
- Jimmy O'Shea - basso
- Barry Sparks - basso
- Jeremy Colson - batteria
- Brian BecVar - tastiere
- James "Jake" Jacobson - arrangiamenti nella traccia 7
- Jason Moss - additional programming
- Ben Woods - chitarra flamenco nella traccia 7